# Curtitoma
Curtitoma es un género de gastrópodos perteneciente la familia Mangeliidae.

## Especies
- Curtitoma bartschi (Bogdanov, 1985)
- Curtitoma becklemishevi Bogdanov, 1989
- Curtitoma conoidea (Sars G. El., 1878)
- Curtitoma decussata (Couthouy, 1839)
- Curtitoma fiora (Dall, 1919)
- Curtitoma hebes (Verrill, 1880)
- Curtitoma incisula (Verrill, 1882)
- Curtitoma lawrenciana (Dall, 1919)
- Curtitoma microvoluta (Okutani, 1964)
- Curtitoma neymanae Bogdanov, 1989
- Curtitoma niigataensis Bogdanov & Ito, 1992
- Curtitoma novajasemliensis (Leche, 1878)
- Curtitoma ovalis (Friele, 1877)
- Curtitoma piltuniensis (Bogdanov, 1985)
- Curtitoma trevellianum (Turton W., 1834)
- Curtitoma violacea (Mighels & C.B Adams, 1842)